# Белая (Бузеу)
Белая (рум. Bălaia) — село у повіті Бузеу в Румунії. Входить до складу комуни Смеєнь.
Село розташоване на відстані 86 км на північний схід від Бухареста, 15 км на південь від Бузеу, 104 км на південний захід від Галаца, 119 км на південний схід від Брашова.

## Населення
За даними перепису населення 2002 року у селі проживали 217 осіб, усі — румуни. Усі жителі села рідною мовою назвали румунську.